# MTU-72
Der MTU-72 (russisch МТУ-72; Abkürzung von Мостоукладчик-72, auf Deutsch: Brückenlegefahrzeug-72; Objekt 632) ist ein Brückenlegepanzer der Sowjetarmee und gehört zur Gruppe der Kampfunterstützungsfahrzeuge. Es basiert auf der Wanne des T-72 und wird bzw. wurde wie der Kampfpanzer vom russischen Rüstungsbetrieb Uralwagonsawod in Nischni Tagil hergestellt.

## Entwicklungsgeschichte
Im Jahr 1974 erfolgte die Einführung des neuen Brückenlegepanzers MTU-72 in die Sowjetarmee, um ältere Brückenlegepanzer der Typen MTU-12 und MTU-20 zu ersetzen, welche im Zuge der massenhaften Einführung des T-72 im Jahr 1972 notwendig war. Die Produktionszahlen blieben wohl bis in die 1980er-Jahre gering, dennoch wird das Fahrzeug nach wie vor vom Hersteller Uralwagonsawod angeboten. 1992 hätte ein MTU-72 auf Basis eines umgebauten T-72B 900.000 US-Dollar gekostet. Auch andere Staaten des Warschauer Pakts entwickelten Brückenleger auf Basis des T-72, welche allerdings meist Eigenentwicklungen mit unterschiedlichen Schnellbrücken darstellten, wie zum Beispiel BLP-72 der NVA. Nachfolger ist MTU-90, ebenfalls von Uralwagonsawod hergestellt, der in den 1990er-Jahren zur Verfügung steht und in Serie produziert werden kann.

## Technik
Die Schnellbrücke liegt auf dem T-72-Fahrgestell auf und verfügt über zwei umklappbare Enden, welche vor dem Verlegen hydraulisch umgeklappt werden. Dadurch erreicht die Brücke eine Gesamtlänge von 20,0 Meter. Um die Stabilität beim Verlegen der Brücke zu erhöhen, befindet sich an der Wannenfront ein hydraulisch absenkbarer Räumschild. Die Schnellbrücke wird anschließend über das maximal 18 Meter breite Hindernis geschoben. Um die Masse der Schnellbrücke zu reduzieren, wurden die Schnellbrücken aus einer Aluminiumlegierung gefertigt, welche allerdings im Gegensatz zur Schnellbrücke des MTU-20 eine andere Zusammensetzung hatte und somit haltbarer war.
Dass nun zwei Schnellbrückensegmente gekoppelt werden konnten, stellte eine wesentliche Verbesserung gegenüber der Vorgängerversionen dar. Auf diese Weise können Hindernisse mit einer Breite von bis zu 35 Meter überwunden werden.
Die Panzerung des Basisfahrzeuges entspricht weitestgehend der des verwendeten T-72-Modells, wobei oft die Kampfpanzer-Versionen T-72B, T-72M und T-72M1 umgebaut worden sind. Demzufolge variiert die Motorisierung in Abhängigkeit von der Version des Dieselmotors. Zur serienmäßigen Ausstattung zählen Kommunikationsanlagen (Funkgerät R-123M), Nachtsichtgeräte, ein automatisches Feuerlöschsystem und vollständiger ABC-Schutz. Die Besatzung kann die Brücke verlegen, ohne das Fahrzeug zu verlassen.
Technische Daten der Schnellbrücke
- Masse der Brücke; 6,4 Tonnen
- Traglast: 50 Tonnen
- Aufbauzeit: 3 bis 6 Minuten
- Abbauzeit: etwa 8 Minuten
- Breite: 3,3 m
- Gesamtlänge: 20,0 m
- Maximale Breite des zu überwindenden Hindernisses: 18,0 m (bei Koppelung zweier Segmente 30 bis 35 m)

## Kampfeinsätze
Der BPM-97 wird von Russland im Russisch-Ukrainischen Krieg eingesetzt. Laut dem Oryx-Blog gingen mit Stand November 2024 fünf Fahrzeuge verloren.